# اندیس داربیدو
داربیدو یک اندیس فلزی است که در حوالی شهر راور استان کرمان قرار دارد و مادهٔ معدنی موجود در آن، مس است.سنگ میزبان این اندیس دیوریت، گرانودیویت است و دیرینگی آن به دوران ائوسن می‌رسد. در این اندیس، پاراژنز‌های کوارتز ، گالن، بورنیت ، مالاکیت یافت می‌شوند.